# 柳格镇
柳格镇，是中华人民共和国河南省濮阳市清丰县下辖的一个乡镇级行政单位。

## 行政区划
柳格镇下辖以下地区：
柳格集村、前张家村、牛杜家村、东赵店村、前荣花树村、后荣花树村、五城村、城北村、城西村、骆家村、卞家村、八里庄村、五眼井村、前士子元村、后士子元村、西赵店村、高赵店村、南夏固村、前苏村、后苏村、大寨村、刘庄村、十八户村、寇家村、梁庙村、赵家村、杨才园村、马张寨村和袁家村。